# .рф
.рф är en toppdomän på internet för Ryssland, parallell till landets vanliga, .ru. 
рф eller РФ är skrivet med kyrilliska bokstäver och står för Российская Федерация, ryska för "Ryska federationen". Bara ryska bokstäver planeras tillåtas för domännamn. 
Den godkändes av ICANN den 30 oktober 2009, efter begäran av Rysslands regering i juni 2008. Registrering av domännamn började göras efter det. Den 12 maj 2010 började toppdomänen fungera, och de första två fungerande adresserna var http://президент.рф och http://правительство.рф (presidentens och premiärministerns sajter).. Toppdomänen var den första fungerande med icke-latinska tecken, men fler sådana toppdomäner har kort efter det börjat användas.